# Kanton Rieumes
Der Kanton Rieumes war bis 2015 ein französischer Wahlkreis im Arrondissement Muret, im Département Haute-Garonne und in der Region Midi-Pyrénées; sein Hauptort war Rieumes. Sein Vertreter im Generalrat des Départements war von 2004 bis 2010 Francis Laffont (PS). Ihm folgte Jennifer Courtois-Périsée (UMP).

## Gemeinden
Der Kanton umfasste 16 Gemeinden:
| Gemeinde           | Einwohner Jahr | Fläche km² | Bevölkerungsdichte | Postleitzahl | Code INSEE |
| ------------------ | -------------- | ---------- | ------------------ | ------------ | ---------- |
| Beaufort           | 354 (2013)     | –          | – Einw./km²        | 31370        | 31051      |
| Bérat              | 2863 (2013)    | –          | – Einw./km²        | 31370        | 31065      |
| Forgues            | 198 (2013)     | –          | – Einw./km²        | 31370        | 31189      |
| Labastide-Clermont | 686 (2013)     | –          | – Einw./km²        | 31370        | 31250      |
| Lahage             | 222 (2013)     | –          | – Einw./km²        | 31370        | 31266      |
| Lautignac          | 282 (2013)     | –          | – Einw./km²        | 31370        | 31283      |
| Le Pin-Murelet     | 171 (2013)     | –          | – Einw./km²        | 31370        | 31419      |
| Monès              | 78 (2013)      | –          | – Einw./km²        | 31370        | 31353      |
| Montastruc-Savès   | 66 (2013)      | –          | – Einw./km²        | 31370        | 31359      |
| Montgras           | 97 (2013)      | –          | – Einw./km²        | 31370        | 31382      |
| Plagnole           | 297 (2013)     | –          | – Einw./km²        | 31370        | 31423      |
| Poucharramet       | 844 (2013)     | –          | – Einw./km²        | 31370        | 31435      |
| Rieumes            | 3496 (2013)    | –          | – Einw./km²        | 31370        | 31454      |
| Sabonnères         | 302 (2013)     | –          | – Einw./km²        | 31370        | 31464      |
| Sajas              | 113 (2013)     | –          | – Einw./km²        | 31370        | 31520      |
| Savères            | 200 (2013)     | –          | – Einw./km²        | 31370        | 31538      |

## Bevölkerungsentwicklung
| 1962 | 1968 | 1975 | 1982 | 1990 | 1999 | 2006 | 2011   |
| ---- | ---- | ---- | ---- | ---- | ---- | ---- | ------ |
| 5134 | 5057 | 5078 | 5697 | 6211 | 7033 | 9061 | 10.068 |